# Brug 627

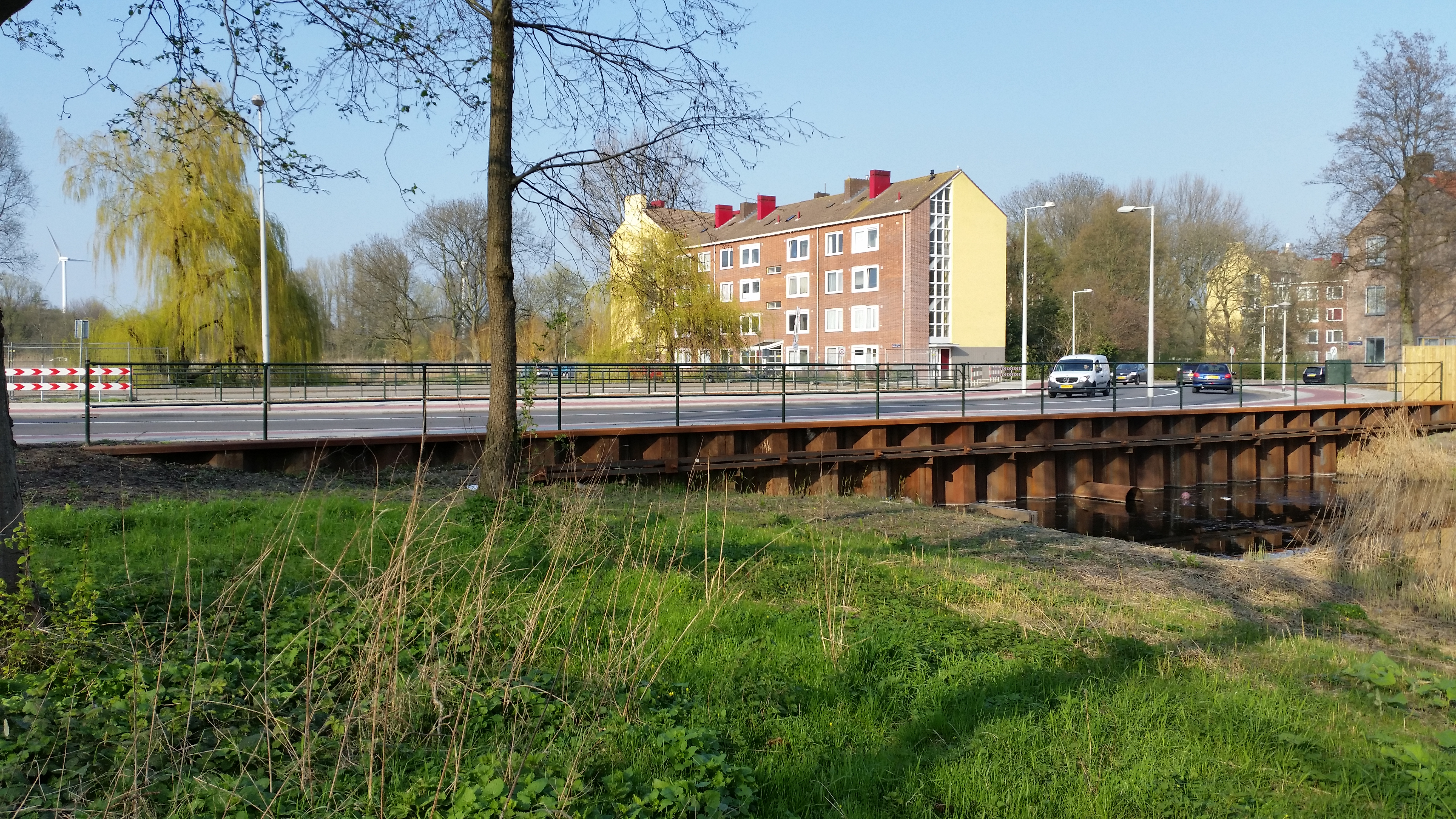
Brug 627, de tijdelijke dam op de voorgrond en de oude brug op de achtergrond (maart 2019)

Brug 627 is een plaatbrug in Amsterdam Nieuw-West en verbindt de Antony Moddermanstraat in Slotermeer met de Ruys de Beerenbrouckstraat in Geuzenveld. De brug overspant een naamloos water dat ligt tussen de Willem Struijckenkade en het Eendrachtspark en het water aan de zuidzijde van de Haarlemmertrekvaart verbindt met de Albardagracht.

## Brug
De witte betonnen brug wordt gedragen door 2 maal 6 witte pilaren waarvan 8 in het water en 4 op de kant en heeft een blauwe balustrade. De combinatie wit beton en blauwe balustrades wijst op een ontwerp van de Dienst der Publieke Werken. Ze stamt uit 1956. Aan weerszijden is er een trottoir en fietspad en in het midden zijn er voor het wegverkeer 2 rijbanen.
Buslijn 21 rijdt al sinds 1959 onafgebroken over de brug en bus 61 sinds 2012.

## Vervanging
In 2018 bleek bij een onderzoek van de gemeente dat de inmiddels 62 jaar oude brug het zware vrachtverkeer niet meer kon verwerken. Aan de onderzijde van de brug werden scheuren geconstateerd. Zij kon daarmee niet meer voldoen aan de dan geldende veiligheidseisen. Uit voorzorg en in afwachting van onderzoek en reparatie is de brug vanaf 3 april 2018 daarom voor het zware verkeer (asdruk meer dan 5 ton, gewicht per vervoermiddel meer dan 20 ton) afgesloten waarbij ook de buslijnen 21 en 61 werden omgelegd via de Haarlemmerweg. Omdat op de Haarlemmerweg vanaf eind 2018 uitgebreide werkzaamheden (verstevigen, ophogen) plaatsvinden moet voor het zware verkeer, bussen en vrachtwagens, een alternatief voor drie jaar komen. De gemeente heeft daarbij voorgesteld naast brug 627 een noodbrug aan te leggen. Deze noodbrug kwam ten zuiden van de huidige brug en heeft de vorm van een meander in de weg. Het water werd afgedamd (aarden wal tussen damwanden) en er kwam een duiker onder de weg door. Bij deze oplossing moest er een stuk groen wijken en bomen werden gekapt waarbij ook een zelf gemaakte tuin, die al jaren gedoogd werd, moest verdwijnen. De bewoners waren hier tegen de gemeente, die beweerde dat er technisch gezien andere oplossingen mogelijk waren geweest maar dat dit niet tijdig gereed zou zijn. De dam betekende de terugkeer van de buslijnen 21 en 61.

## 2023-2025
In 2023 besloot de Gemeente Amsterdam tot vervanging van de brug. Er vond een aanbesteding plaats voor de sloop van de oude brug inclusief de fundering. Er werd vanaf oktober 2024 gewerkt aan de nieuwe fundering van dertig pijlers met een  nieuw wegdek. De oplevering van de nieuwe brug was op 20 juni 2025 waarna de dam met noodbrug werden verwijderd.
<<< · 600 · 601 · 602 · 603 · 604 · 605 · 606 · 607 · 608 · 609 · 610 · 611 · 612 · 613 · 614 · 615 · 616 · 617 · 618 · 619 · 620 · 621 · 622 · 623 · 624 · 626 · 627 · 628 · 629 · 630 · 631 · 632 · 633 · 634 · 635 · 636 · 637 · 638 · 639 · 643 · 651 · 652 · 653 · 655 · 656 · 657 · 658 · 659 · 660 · 661 · 662 · 663 · 664 · 665 · 666 · 667 · 668 · 669 · 670 · 671 · 673 · 674 · 675 · 676 · 677 · 678 · 679 · 681 · 682 · 683 · 684 · 685 · 687 · 688 · 689 · 690 · 691 · 692 · 695 · 696 · 699 · >>>
Verdwenen brugnummers: 625 (afgebroken brug Sam van Houtenstraat), 640, 644, 645, 646, 647, 648, 650, 672 (duiker Cornelis Lelylaan, Rembrandtpark), 694, 698.
Nooit gebouwd: 649, 680 (nooit gebouwde brug Sloterplas).
Brugnummers 641, 642, 654, 686, 693, 694 en 697 zijn onbekend.